# 滑県
滑県（かつ-けん）は中華人民共和国河南省安陽市に位置する県。

## 地理
滑県は豫北平原に位置し、東は内黄県、西は林州市、南は湯陰県及び鶴山区、北は河北省磁県・臨漳県・渉県と接している。

## 歴史
秦漢代、県域は白馬県が設置され東郡に属した。隋代から明初にかけては滑州。と称された。1370年（洪武3年）、白馬県が廃止になり滑州に辺有された。1374年（洪武7年）、滑州は滑県と改められた。

## 行政区画
- 街道:道口鎮街道、城関街道、錦和街道
- 鎮:白道口鎮、留固鎮、上官鎮、牛屯鎮、万古鎮、高平鎮、王荘鎮、老店鎮、慈周寨鎮、焦虎鎮、四間房鎮、八里営鎮、趙営鎮、半坡店鎮
- 郷:棗村郷、大寨郷、桑村郷、老爺廟郷、瓦崗寨郷、小鋪郷

## 観光地
- 滑県民族博物館
- 張家遺跡
- 白雲観遺跡
- 明福寺塔
- 欧陽書院